# Benjamin Burton Gillette
Benjamin Burton Gillette (Roseboom, Estats Units, 1886 – ?) fou un organista i compositor estatunidenc. Estudià en la Universitat de Siracusa i després la música amb diversos mestres particulars, sent nomenat el 1914 professor de composició musical i orgue del Wesleyan College. A més de nombroses peces per aquell instrument i per a piano, així com melodies vocals i música religiosa, va compondre les cantates The light Everlasting i A Legend of Nacoochie.